# Etnogenezis
Az etnogenezis társadalomtörténeti fogalma azt a folyamatot tartalmazza, amelynek során egy embercsoport, populáció etnikai egységgé, néppé alakul. Ennek az integrációs folyamatnak a révén kisebb-nagyobb együttélő embercsoportok nyelvi, antropológiai, demográfiai és etnográfiai tekintetben egymáshoz közel kerülnek, összeforrnak. Nyelvük egységesül, környezetüktől viszont elkülönül, ennek során a különböző rokoni vagy nem rokoni csoportok nyelvei változatos módon kereszteződhetnek, egyes csoportok egészen más nyelvet vesznek át. A legfontosabb összetartó erő az együttélésből fakadó érdekközösség, de a közös őstől való származás gyakran fiktív tudata is erőteljesen hozzájárul az etnikai egység kialakulásához. 
Az etnogenezis folyamatában döntő az integráló erő szerepe, ami leginkább valamilyen hatalmi központ, nemzetségi, törzsi vezető csoport, állam, falu, egyház lehet, ami saját ideológiával rendelkezik. 
Az etnogenezis az élő népeknél nem lezárható folyamat; a kezdeti, döntő jellegű kialakulási periódust újabb és újabb szakaszok követik, amelyek lényegesen módosíthatják egy nép etnikai arculatát.